# Piratenpartei (Finnland)
Die Piratenpartei (finn. Piraattipuolue, schw. Piratpartiet, kurz PP) ist eine Partei in Finnland mit etwa 3800 Mitgliedern. Sie ist Teil der internationalen Bewegung der Piratenparteien. Bei der finnischen Parlamentswahl am 17. April 2011 trat sie erstmals bei Wahlen an.

## Geschichte
Nach Gründung der schwedischen Piratpartiet 2006 wurde daran angelehnt im selben Jahr in Finnland die Tietoyhteiskuntapuolue (TYP), übersetzt die Informationsgesellschaftspartei, gegründet. Die TYP konnte jedoch nicht die notwendigen 5000 Unterstützerunterschriften sammeln, um an der Parlamentswahl in Finnland 2007 teilzunehmen. In der Folge stellte die Partei die Arbeit ein.
Am 24. Mai 2008 wurde nach etwa vier Monaten Vorbereitungszeit die Piratenpartei in Tampere gegründet. Nach Sammlung von 5000 Unterstützerunterschriften wurde sie am 13. August 2009 offiziell als Partei registriert. Für den ursprünglich geplanten Antritt bei der Europawahl in Finnland 2009 kam die Registrierung jedoch zu spät.
Die Partei trat erstmals bei der Parlamentswahl in Finnland 2011 an. Insgesamt 126 Kandidaten traten in 11 der 14 Festlandswahlkreise für die Piratenpartei an. Auf einigen Listen der Piratenpartei traten dabei auch Kandidaten der Liberaalit (Die Liberalen) an. Im Wahlkreis Pirkanmaan vaalipiiri bestand eine Listenverbindung mit der Partei Muutos 2011 (Veränderung 2011).
Die Piratenpartei erreichte 0,5 % der Stimmen und wurde stärkste außerparlamentarische Partei. Bei der Europawahl in Finnland 2014 erreichten die Piraten 0,7 % der Stimmen. Bei der Parlamentswahl in Finnland 2015 konnte sie ihren Anteil auf 0,8 % steigern, jedoch erneut nicht in das Parlament einziehen.
Nachdem sie bei den Parlamentswahlen 2019 und 2023 keine Sitze gewonnen hatte, wurde sie im April 2023 aus dem Parteiregister abgemeldet.
Die Jugendorganisation der Piratenpartei heißt Piraattinuoret (Piratenjugend).

## Ideologie
Die Partei tritt für folgende Ziele ein:
1. Schutz der individuellen Rechte, insbesondere in der Privatsphäre, des Briefgeheimnisses und der Freiheit der Rede
2. Komplette Entkriminalisierung des nicht-kommerziellen Gebrauchs von kreativen Werken (Kopieren, Teilen, Remixen usw.)
3. Die Verkürzung des Urheberrechtsschutzes auf 5–10 Jahre
4. Abschaffung des Software- und Pharma-Patente und Überprüfung der Notwendigkeit des gesamten Patentsystems
5. Die zunehmende Öffnung von Entscheidungsverfahren der Demokratie und Reformation durch die Informationsgesellschaft

## Wahlergebnisse

### Parlamentswahlen
| Jahr | Stimmen | Prozent |
| ---- | ------- | ------- |
| 2011 | 15.103  | 0,5     |
| 2015 | 25.105  | 0,8     |
| 2019 | 19.032  | 0,6     |
| 2023 | 3.058   | 0,1     |

### Kommunalwahlen
| Jahr | Stimmen | Prozent |
| ---- | ------- | ------- |
| 2012 | 5.986   | 0,2     |
| 2017 | 9.119   | 0,4     |
| 2021 | 2.591   | 0,1     |

### Europawahlen
| Jahr | Stimmen | Prozent |
| ---- | ------- | ------- |
| 2014 | 12.355  | 0,7     |
| 2019 | 12.558  | 0,7     |

## Parteivorsitzende
- Carl E. Wahlman (2008)
- Pasi Palmulehto (2008–2012)
- Harri Kivistö (2012–)